# ORCID
ORCID (Open Research and Contributor ID) је алфанумерички код који јединствено идентификује аутора и коаутора научних и академских публикација. ORCID решава проблем потешкоћа у препознавању одређеног аутора научних радова и публикација из области хуманистичких наука, узрокованих чињеницом да многа лична имена нису јединствена и да се могу мењати (на пример, након венчања), постоје културно условљене разлике у редоследу имена и презимена, недоследна употреба скраћеница и различити скупови знакова. ORCID осигурава трајни идентитет аутора.

## Укључивање у базу података ORCID
ORCID нуди отворену и независну регистрацију која је замишљена као де факто стандард за идентификацију аутора у научном и академском издаваштву. Регистрација корисника покренута је 16. октобра 2012.